# تريفور رابين
تريفور رابين (بالإنجليزية: Trevor Rabin)‏ (و. 1954 – م) هو موسيقي، وملحن، وعازف قيثارة، ومؤلفو موسيقى تصويرية من جنوب أفريقيا. ولد في جوهانسبرغ.

## وصلات خارجية
- تريفور رابين على موقع IMDb (الإنجليزية)
- تريفور رابين على موقع الموسوعة البريطانية (الإنجليزية)
- تريفور رابين على موقع ألو سيني (الفرنسية)
- تريفور رابين على موقع ميوزك برينز (الإنجليزية)
- تريفور رابين على موقع أول موفي (الإنجليزية)
- تريفور رابين على موقع بوكس أوفيس موجو (الإنجليزية)
- تريفور رابين على موقع قاعدة بيانات الأفلام السويدية (السويدية)
- تريفور رابين على موقع إن إن دي بي (الإنجليزية)
- تريفور رابين على موقع أول ميوزيك (الإنجليزية)
- تريفور رابين على موقع ديسكوغز (الإنجليزية)